# Oxbergssjön
Oxbergssjön är en sjö i Mora kommun i Dalarna och ingår i Dalälvens huvudavrinningsområde. Sjön har en area på 1,07 kvadratkilometer och ligger 201 meter över havet. Sjön avvattnas av vattendraget Dysån (Uppdjusån).

## Delavrinningsområde
Oxbergssjön ingår i det delavrinningsområde (677722-140887) som SMHI kallar för Utloppet av Oxbergssjön. Medelhöjden är 338 meter över havet och ytan är 23,35 kvadratkilometer. Räknas de 18 avrinningsområdena uppströms in blir den ackumulerade arean 224,58 kvadratkilometer. Dysån (Uppdjusån) som avvattnar avrinningsområdet har biflödesordning 2, vilket innebär att vattnet flödar genom totalt 2 vattendrag innan det når havet efter 343 kilometer. Avrinningsområdet består mestadels av skog (78 procent). Avrinningsområdet har 1,07 kvadratkilometer vattenytor vilket ger det en sjöprocent på 4,6 procent.